# وکتور دابلیو۸
وکتور دابلیو۸ (Vector W8) خودرویی است که در سال‌های ۱۹۸۹ تا ۱۹۹۳تولید شده‌است. 
این خودرو در کلاس خودرو اسپورت قرار گرفته، طراحی آن خودروهای موتور وسط عقب-محور عقب بوده ‌است. 